# 3. Königlich Bayerische Kavallerie-Brigade
Die 3. Kavallerie-Brigade war ein Großverband der Bayerischen Armee.

## Geschichte
Der Großverband wurde ursprünglich am 27. November 1815 als 1. Brigade der Kavalleriedivision des Generalkommandos Würzburg gebildet. Vom 1. Juni 1822 bis 19. November 1848 führte sie die Bezeichnung Kavalleriebrigade der 3. Armee-Division und formierte sich anschließend zur 3. Kavallerie-Brigade. Am 1. April 1901 tauschte sie ihre Nummer und wurde in 5. Kavallerie-Brigade umbenannt.
Das Kommando wechselte im Laufe seiner Geschichte mehrfach den Standort. Zunächst in Nürnberg stationiert, kam es 1848 nach Ansbach, stand zwischenzeitlich von 1851 bis 1855 in Bamberg und von 1871 bis 1901 wieder in Nürnberg. Mit der Umnummerierung verlegte die Brigade nach Dieuze.

## Gliederung
1914 war die Brigade Teil der 3. Division. Ihr unterstanden folgende Einheiten:
- 3. Chevaulegers-Regiment „Herzog Karl Theodor“ in Dieuze
- 5. Chevaulegers-Regiment „Erzherzog Friedrich von Österreich“ in Saargemünd

Die Brigade wurde zu Beginn des Ersten Weltkrieges aufgelöst. Gemäß Kriegsgliederung des Bayerischen Heeres mit Stand 2. August 1914 wurde das 3. Chevaulegers-Regiment der 3. Infanterie-Division, das 5. Chevaulegers-Regiment der 4. Infanterie-Division unterstellt.

## Kommandeure
Bis 1872 führten die Kommandeure die Bezeichnung Kommandant.
| Dienstgrad                          | Name                                | Datum                                                       |
| ----------------------------------- | ----------------------------------- | ----------------------------------------------------------- |
| Generalmajor                        | Karl Friedrich August von Seydewitz | 27. November 1815 bis 19. August 1816                       |
| Oberst                              | Maximilian Seyssel d’Aix            | 0 September 1816 bis 31. Mai 1822                           |
| Oberst/Generalmajor                 | Karl Philipp von Diez               | 01. Juni 1822 bis 21. April 1831                            |
| Generalmajor                        | Anton von Kirschbaum                | 22. April 1831 bis 29. März 1838                            |
|                                     | Georg von Seckendorff               | 30. März 1838 bis 9. September 1840                         |
| Oberst                              | Joseph von Dichtel                  | 10. September 1840 bis 1845                                 |
| Generalmajor                        | Christian von Schmaltz              | 1845 bis 30. September 1851                                 |
| Oberst                              | Karl von Hailbronner                | 01. Oktober 1851 bis 17. September 1852                     |
|                                     | Thaddeus von Binder                 | 18. September 1852 bis 30. März 1855                        |
|                                     | Otto Vogt von Hunoltstein           | 31. März 1855 bis 26. April 1859                            |
| Oberst                              | Eduard von Rotberg                  | 27. April 1859 bis 21. Januar 1862                          |
| Oberst                              | Franz Limmer                        | 22. Januar 1862 bis 1. Januar 1865                          |
| Oberst                              | Ludwig von Jenisch                  | 02. Januar 1865 bis 10. Oktober 1866                        |
| Oberst                              | Johann Baptist Tausch               | 11. Oktober 1866 bis 15. April 1867                         |
|                                     | Karl zu Pappenheim                  | 16. April 1867 bis 3. März 1869                             |
|                                     | Philipp von Diez                    | 04. März 1869 bis 2. November 1872                          |
| Generalmajor                        | Karl von Leonrod                    | 03. November 1872 bis August 1874                           |
| Oberst                              | Emanuel von Kiliani                 | 0 August 1874 bis 23. Juli 1878                             |
| Oberst                              | Gustav von Fleschuez                | 24. Juli bis 30. November 1878 (mit der Führung beauftragt) |
| Oberst/Generalmajor/Generalleutnant | Gustav von Fleschuez                | 01. Dezember 1878 bis 3. März 1887                          |
| Generalmajor                        | Friedrich von Steinling             | 04. März 1887 bis 13. Juli 1891                             |
| Generalmajor                        | Alexander von Dotzauer              | 14. Juli 1891 bis 22. September 1898                        |
| Oberst/Generalmajor                 | Franz Buz                           | 23. September 1898 bis 31. März 1901                        |
| Oberst/Generalmajor                 | August von Bonnet zu Meautry        | 01. April 1901 bis 15. August 1902                          |
| Generalmajor                        | Richard von Hößlin                  | 16. August 1902 bis 15. Oktober 1905                        |
| Generalmajor                        | Franz von Martin                    | 16. Oktober 1905 bis 15. Oktober 1908                       |
| Generalmajor                        | Maximilian von Speidel              | 16. Oktober 1908 bis 3. Dezember 1909                       |
| Generalmajor                        | Philipp von Hellingrath             | 04. Dezember 1909 bis 24. Februar 1914                      |
| Oberst                              | Moritz von und zu Egloffstein       | 25. Februar bis 1. August 1914                              |